# 维勒 (安省)
维勒（法語：Villes），是法国安省的一个市镇。面积 9.6平方公里，人口268，人口密度27.92人／平方公里（1999年）。

## 人口
维勒人口变化图示
| 数据来源：INSEE |